# Vir (Posušje)
Pour les articles homonymes, voir Vir.
Vir (en cyrillique : Вир) est un village de Bosnie-Herzégovine. Il est situé dans la municipalité de Posušje, dans le canton de l'Herzégovine de l'Ouest et dans la fédération de Bosnie-et-Herzégovine. Selon les premiers résultats du recensement bosnien de 2013, il compte 1 652 habitants.

## Géographie
Le village est situé au bord de la rivière Ričina et sur le plateau karstique du poljé de Vir.

## Démographie

### Évolution historique de la population dans la localité
| 1948 | 1953 | 1961  | 1971  | 1981  | 1991  | 2013  |
| ---- | ---- | ----- | ----- | ----- | ----- | ----- |
| -    | -    | 1 728 | 1 872 | 1 757 | 1 675 | 1 652 |

|  |